# Chrysoctenis pepussilaria
Chrysoctenis pepussilaria är en fjärilsart som beskrevs av Freyer 1847. Chrysoctenis pepussilaria ingår i släktet Chrysoctenis och familjen mätare. Inga underarter finns listade i Catalogue of Life.